# Roberth Björknesjö
Carl Roberth Björknesjö, tidigare Johansson, född 30 april 1973 i Vantörs församling i Stockholm, är en svensk före detta fotbollsspelare som var interimstränare i Djurgårdens IF mellan 22 oktober och 20 december 2024.

## Klubbkarriär
Björknesjös moderklubb är Högdalens AIS. Han spelade som junior även för IFK Tumba, Norsborgs IF och Djurgårdens IF. Han spelade för Vasalunds IF under två säsonger innan han 1995 gick till AIK. 
Björknesjö debuterade för AIK i Allsvenskan den 9 april 1995, när han i den 62:a minuten blev inbytt i 2–0-bortavinsten mot Östers IF. Han gjorde sitt första mål i Allsvenskan den 8 maj 1995 i en 3–2-hemmavinst över Hammarby IF. Det blev endast en säsong i klubben för Björknesjö som tvingades avsluta sin karriär 1995 då han drabbats av Bechterews sjukdom.

## Tränarkarriär
Björknesjö startade sin tränarkarriär två år senare i IFK Tumba FK, där han tog över som tränare för juniorlaget 1997. Nästkommande två år var han tränare för A-laget. Han var under 2001 tränare för Huddinge IF.
Han var assisterande tränare till Benny Persson i IF Brommapojkarna under 2003. Därefter följde två år som delad förstetränare i två olika klubbar, först i Väsby IK 2004 och sedan i Syrianska FC 2005. Det blev sedan två säsonger som tränare för Värtans IK 2006–2007 innan han återvände till Brommapojkarna 2008 för att träna klubbens Tipselit-lag, som han lyckades vinna SM-guld med.  Nästa klubbadress var Assyriska FF under 2009. 
Under hösten 2010 fick Björknesjö ta över som ny huvudtränare för IF Brommapojkarna när laget låg i botten av allsvenskan. Han lyckades inte rädda klubben kvar i serien, men fick fortsatt förtroende som tränare. Under hans ledning kom Brommapojkarna tvåa i superettan 2012 och flyttades åter upp till allsvenskan. Efter säsongen 2013, där laget kommit på trettonde plats och därmed hållit sig kvar i allsvenskan, valde Björknesjö att lämna Brommapojkarna.

Björknesjö utsågs av Stockholms Förbundsdomarklubb i Fotboll till 2012 års ledare inom Stockholmsfotbollen. 2013 fick Björknesjö Elitdomarklubbens utmärkelse för Årets Ledare med motiveringen:
| ” | En engagerad och medryckande ledare som sprider positiv energi långt utanför egna klubblagets färger. Björknesjö har alltid nära till skratt och har under säsongen - i både med- och motgång - visat god förståelse för domarrollen. | „ |

Den 22 oktober 2024 tog han över Djurgårdens IF för resten av säsongen. Den 20 december tackades han som planerat av för sin tid i klubben. Resultatet i Allsvenskan blev två vinster och en förlust och i Conference League fyra vinster och en förlust.